# Regering-Pierlot VII
De regering-Pierlot VII (16 november 1944 - 12 februari 1945) was een Belgische regering. Het was een coalitie van de Katholieke Unie (73 zetels), de BWP (64 zetels) en de Liberale Partij (33 zetels).
De regering volgde de regering-Pierlot VI op en werd opgevolgd door de  regering-Van Acker I.

## Samenstelling
De regering telde 16 ministers: 7 voor de katholieken, 5 voor de socialisten en 3 voor de liberalen. Daarnaast was er 1 expert in de regering. 
| Ambtsbekleder                       | Ambtsbekleder                       | Ambtsbekleder                               | Functie                                            | Termijn                             | Partij                        |
| ----------------------------------- | ----------------------------------- | ------------------------------------------- | -------------------------------------------------- | ----------------------------------- | ----------------------------- |
|                                     |                                     | Hubert Pierlot (1883-1965)                  | Eerste Minister                                    | 16 november 1944 - 12 februari 1945 | Katholiek Blok                |
|                                     |                                     | Paul-Henri Spaak (1899-1972)                | Minister Buitenlandse Zaken en Buitenlandse Handel | 16 november 1944 - 12 februari 1945 | PSB-BSP                       |
|                                     |                                     | Maurice Verbaet (1883-1957)                 | Minister Justitie                                  | 16 november 1944 - 12 februari 1945 | extraparlementair (katholiek) |
|                                     |                                     | Edmond Ronse (1889-1960)                    | Minister Binnenlandse Zaken                        | 16 november 1944 - 12 februari 1945 | Katholiek Blok                |
| Minister ad interim Volksgezondheid | 16 november 1944 - 12 december 1944 | Edmond Ronse (1889-1960)                    |                                                    |                                     | Katholiek Blok                |
|                                     |                                     | Victor de Laveleye (1894-1945)              | Minister Openbaar Onderwijs                        | 16 november 1944 - 12 februari 1945 | Liberale Partij               |
|                                     |                                     | Camille Gutt (1884-1971)                    | Minister Financiën                                 | 16 november 1944 - 12 februari 1945 | extraparlementair             |
|                                     |                                     | Henri de la Barre d'Erquelinnes (1885-1961) | Minister Landbouw                                  | 16 november 1944 - 12 februari 1945 | Katholiek Blok                |
|                                     |                                     | Herman Vos (1889-1952)                      | Minister Openbare Werken                           | 16 november 1944 - 12 februari 1945 | BSP-PSB                       |
|                                     |                                     | Jules Delruelle (1900-1980)                 | Minister Economische Zaken                         | 16 november 1944 - 12 februari 1945 | extraparlementair (liberaal)  |
|                                     |                                     | Achiel Van Acker (1898-1975)                | Minister Arbeid en Sociale Voorzorg                | 16 november 1944 - 12 februari 1945 | BSP-PSB                       |
| Minister Volksgezondheid            | 12 december 1944 - 12 februari 1945 | Achiel Van Acker (1898-1975)                |                                                    |                                     | BSP-PSB                       |
|                                     |                                     | Ernest Rongvaux (1881-1964)                 | Minister Verkeerswezen                             | 16 november 1944 - 12 februari 1945 | extraparlementair (PSB-BSP)   |
|                                     |                                     | Fernand Demets (1884-1952)                  | Minister Landsverdediging                          | 16 november 1944 - 12 februari 1945 | Liberale Partij               |
|                                     |                                     | Albert de Vleeschauwer (1897-1971)          | Minister Koloniën                                  | 16 november 1944 - 12 februari 1945 | Katholiek Blok                |
|                                     |                                     | Léon Delsinne (1882-1971)                   | Minister Ravitaillering                            | 16 november 1944 - 12 februari 1945 | extraparlementair (PSB-BSP)   |
|                                     |                                     | August De Schryver (1898-1991)              | Lid van de Ministerraad                            | 16 november 1944 - 12 februari 1945 | Katholiek Blok                |
|                                     |                                     | Charles De Visscher (1884-1973)             | Minister zonder Portefeuille                       | 16 november 1944 - 12 februari 1945 | extraparlementair (katholiek) |
|                                     |                                     | Paul Kronacker (1897-1994)                  | Minister zonder Portefeuille                       | 12 december 1944 - 12 februari 1945 | Liberale Partij               |